# Црмница (ријека)
Црмница је рјечица у Црној Гори. Извире под Суторманом (945 m); до половине тока тече к сјеверозападу, затим према сјеверо-сјевероистоку, а узводно од ушћа у Скадарско Блато, код Вирпазара скреће у правац истока. С лијеве стране прима као притоке Лимску Ријеку и Ораоштицу. Дужина тока је 14 km, а површина слива 62,5 km².